# فمینیسم در مصر
فمینیسم در مصر در طول تاریخ خود تعدادی از گروه‌های اجتماعی و سیاسی را درگیر کرده است. اگرچه مصر از بسیاری جهات پیشرو در مسائل اصلاحی به ویژه «در توسعه جنبش‌های ملی‌گرایی، مقاومت در برابر امپریالیسم و فمینیسم» بوده است، توسعه آن در مبارزه برای برابری زنان و حقوق آنها آسان نبوده است

## جایگاه زن در تاریخ مصر
در تاریخ اولیه مصر (به مصر باستان مراجعه کنید)، اعتقاد بر این است که موقعیت زنان در جامعه مصر برابر با مردان بوده است. برای مثال، خدایان زن نقشی حیاتی در دین مصر باستان ایفا می‌کردند، نقش‌هایی که می‌توان آن‌ها را با اهمیتی برابر با نقش خدایان مرد شناسایی کرد. الهه‌هایی مانند موت، ایسیس و هاتور بر بسیاری از حوزه‌های فعالیت بشری حکومت می‌کردند و آنها را تحت کنترل داشتند. بسیاری از محققین معتقدند که جایگاه والای این گونه الهه‌ها نشان دهنده جایگاه والای زنان در جامعه فرعونی است. موقعیت برابر را می‌توان با این واقعیت بیشتر نشان داد که مصر توسط ملکه‌ها - فراعنه‌های زن مانند سوبکنفرو، هتشپسوت و کلئوپاترا هفتم، نایب السلطنه‌هایی مانند مریتنیث یا احموس-نفرتاری یا دارندگان عنوان معتبر همسر خدا آمون در اواخر دوره حکومت می‌شد. از آنجایی که موقعیت آنها تا حد زیادی موروثی بود، زنان با پیشینه معمولی مانند پزشک پسشت، وزیر نبت، یا کاتب ایرتیراو نمونه‌های بهتری از موقعیت زنان در مصر هستند. نمونه‌هایی از آثار هنری اولیه مصر نیز در شناسایی موقعیت بالقوه مورد احترام زنان در مصر باستان مهم هستند. نقاشی‌های دوران پیشین نشان می‌دهد که مردان و زنان دارای اندازه‌ای برابر هستند.
کوماری جیووردنا ادعا می‌کند که تنها پس از «۲۰۰۰ قبل از میلاد است که زنان اغلب تا حدودی کوچکتر از مردان به تصویر کشیده می‌شوند که احتمالاً نشان دهنده کاهش موقعیت آنها است».

### حکومت غرب
کنترل خارجی مصر برای قرن‌ها وضعیت موجود رهبری این کشور بود. کنترل کشور از تسلط اولیه رومیان، تا تبدیل شدن این کشور به یک کشور عربی در قرن هفتم و سپس در قرن شانزدهم تبدیل شدن به بخشی از امپراتوری عثمانی ترکیه متغیر بوده است. با این حال، این حمله فرانسه به مصر بود که موقعیت زنان را در جامعه مصر تغییر داد و بر آغاز تغییرات اجتماعی در این کشور تأثیر گذاشت.
حمله فرانسه به مصر به رهبری ناپلئون بناپارت در سال ۱۷۹۸ پیامدهای اجتماعی قابل توجهی بر این کشور داشت. برای تهاجم فرانسه «باعث جریان سریع ایده‌های اروپایی به مصر از جمله ایدئولوژی انقلاب فرانسه شد». ازدواج بین افسران فرانسوی و زنان مصری صورت گرفت. همچنین «موارد تقلید زنان مصری از رفتار و پوشش زنان اعزامی» وجود داشت. با این حال، چنین عقاید و باورهایی در مصر مورد استقبال همه قرار نگرفت. در نتیجه، واکنش‌هایی علیه چنین افکار غربی پدید آمد. گزارش شده است که مورخ الجبارتی در مورد «نوآوری‌های زیانبار و فساد زنان ناشی از اشغال فرانسه» اظهار نظر کرده است.
پس از یک سلسله جنگ‌های داخلی، مصر شاهد پایان حکومت فرانسه بود. ژنرال آلبانیایی محمد علی در سال ۱۸۰۵ در مصر اقتدار ایجاد کرد و به عنوان نایب السلطنه عثمانی منصوب شد. در زمان او در قدرت، یک سری اصلاحات نوسازی در مصر انجام شد. اصلاحات شامل به روز رسانی کارهای عمومی و بهبود صنعتی شدن مصر و مهم‌تر از همه شامل یک سری اصلاحات در آموزش و پرورش بود. اگرچه او عموماً «تحصیل را وسیله ای برای مناسب کردن مردان جوان برای خدمات عمومی می‌دانست»، پیشرفت‌هایی در آموزش زنان نیز حاصل شد. دختران طبقات بالای مصر در آن زمان می‌توانستند در خانه آموزش ببینند، اما دختران فقیرتر می‌توانستند در کوتاب‌ها شرکت کنند که در آن قرآن همراه با خواندن و نوشتن آموزش داده می‌شد. در سال ۱۸۳۲ محمد علی به ساخت مدرسه ای پرداخت که در آن به دختران و زنان ماما آموزش داده می‌شد. بهبودهای بیشتر در موقعیت زنان در جامعه مصر توسط اسماعیل پاشا معروف به اسماعیل با شکوه (۳۱ دسامبر ۱۸۳۰–۲ مارس ۱۸۹۵)، جانشین محمدعلی ارائه شد. در سال ۱۸۷۳، همسر سوم او، جاشم عفت حانوم، مدرسه دخترانه سلیمانیه را راه اندازی کرد که به دختران دروس مختلف از تاریخ و دین گرفته تا حساب آموزش می‌داد. با این حال، تحصیلات زنان همچنان محدود بود. به گفته عبدالکادار، «هدف به آماده کردن دختران برای مادران کارآمد و همسران خوب محدود می‌شد و عمدتاً دختران خانواده‌های بورژوازی بودند که از آن بهره می‌بردند».
علیرغم اصلاحات اجتماعی و اقتصادی و پیشرفت‌های بیشتر توسط اسماعیل پاشا، مصر به شدت به قدرت‌های اروپایی بدهکار شده بود و برای محافظت از منافع مالی خود، به‌ویژه آنهایی که در کانال سوئز بودند، بریتانیا کنترل دولت مصر را به دست گرفت (۱۸۸۲).
مخالفت‌ها علیه مداخله خارجی، به ویژه علیه اشغال مصر توسط بریتانیا شروع به افزایش کرد. واکنش در برابر نفوذ غرب و نارضایتی‌های اجتماعی و اقتصادی منجر به ظهور جنبش ملی‌گرایی شد. رفرمیسم و بنابراین فمینیسم که در اصل به هم مرتبط بودند، شروع به واگرایی کردند.

## ناسیونالیسم
آغاز قرن بیستم شاهد رشد آگاهی ملی بود. حضور گسترده اروپا و فروپاشی بسیاری از نظم سنتی منجر به بازنگری در موقعیت و هویت خود مصر در رابطه با غرب شد. نارضایتی فزاینده ای از جامعه مصر شروع به ظهور کرد و به دنبال آن خواستار اصلاحات شد. بهبود موقعیت زنان بخشی از این اصلاحات بود. «از پایان قرن نوزدهم، ناسیونالیست‌های مصری مدعی شدند که هیچ بهبودی در دولت بدون بهبود موقعیت زنان وجود ندارد».
سعد زغلول و حزب وفد جنبش ملی‌گرای مصر را رهبری کردند. وفد اولین حزب توده ای سازمان یافته در مصر بود. اگرچه زغلول و وفد اکثریت را در مجلس قانونگذاری به دست آوردند، اما این امر مانع از تبعید زاغلول و برخی از اعضای همکارش به مالتا در ۸ مارس ۱۹۱۹ نشد.

### انقلاب ۱۹۱۹
سرکوب غرب همراه با تبعید رهبر محبوب وفد، سعد زغلول، کاتالیزور تغییری بود که منجر به تظاهرات خشونت‌آمیز شد. همه طبقات جامعه مصر شرکت کردند و این اولین بار بود که زنان در چنین راهپیمایی شرکت می‌کردند. در واقع «تحریک سیاسی و اقدام آشکار از سوی زنان با مشارکت آنها در جنبش ملی‌گرایی علیه انگلیسی‌ها آغاز شد». اولین راهپیمایی ویژه زنان علیه اشغالگری در ۱۶ مارس ۱۹۱۹ اتفاق افتاد و اساساً توسط هدی شواری سازماندهی شد و حدود ۳۰۰ زن مصری در آن شرکت کردند.
«آقایان محجبه قاهره در خیابان‌ها رژه می‌رفتند و شعارهای استقلال و آزادی از اشغال خارجی سر می‌دادند. آنها اعتصاب‌ها و تظاهرات، تحریم کالاهای انگلیسی را سازماندهی کردند و در اعتراض به اقدامات بریتانیا در مصر طومارهایی نوشتند». اعتقاد بر این است که این تظاهرات همان چیزی است که به ظهور مرحله اول فمینیسم مصر انجامید.

## نشریات فمینیستی
زینب فواز، هم روزنامه‌نگار و هم نویسنده، نخستین زنی است که آثار زندگی‌نامه‌ای در مصر نوشت و «الدر المنثور فی طبقات ربات الخدور» (کتاب مرواریدهای پراکنده در مورد دسته‌بندی‌های زنان، ۱۸۹۴–۱۸۹۵) را منتشر کرد که شامل زندگی ۴۵۶ زن و دستاوردهای آنها بود. فواز به منظور ارائه نمونه‌هایی از قدرت زنان و تجلیل از دستاوردهای آنان نوشت. این زندگی‌نامه‌ها بعدها به‌طور گسترده در مطبوعات مصر منتشر شد.
مطبوعات و نشریات مصری، از جمله مطبوعات زنان، در طول دوره ای از جنبش‌های ملی گرایانه در مصر رشد کردند، این یک راه کلیدی برای بحث دربارهٔ مسائل سیاسی بود. مطبوعات زنان کمتر از مطبوعات پدرسالار جریان اصلی سانسور شده بودند، زیرا نیروهای اشغالگر بریتانیا آن را کمتر تهدیدی برای قدرت می‌دانستند. دوره قبل از ایجاد احزاب سیاسی در مصر در سال ۱۹۰۷ به عنوان یک مرحله روزنامه‌نگاری کلیدی برای ناسیونالیسم و همچنین برای فمینیسم، با افزایش خوانندگان زن نیز مشخص می‌شود. نشریه هند نوفل الفتات اولین بار در سال ۱۸۹۲ در اسکندریه منتشر شد. نوفل اظهار داشت که این نشریه ای برای و دربارهٔ زنان است که هدف او دفاع از حقوق زنان، بیان دیدگاه‌های خود و بحث در مورد وظایف آنان بوده است. پس از نشریه نوفل، مطبوعات فمینیستی بیشتری در طول جنگ جهانی اول به میزان یک سال در سال ایجاد شد.
نمونه‌های دیگر مطبوعات فمینیستی، مجله قبطی است که توسط ملاکا سعدالجنس اللاتف (۱۹۰۸–۱۹۲۵) راه‌اندازی شد و نگرانی‌های زنان قبطی و همچنین انتشار مجموعه‌ای متنوع از ویراستاران زن را مورد بحث قرار داد. و همچنین مجله زنان مسلمان ترقیات المراء، که در سال ۱۹۰۸ منتشر شد این مجله برای اجرای حقوق زنان که توسط اسلام اعطا شده بود، و همچنین استدلال برای تفکیک جنسیتی و حجاب استدلال می‌کرد.
این مجلات فمینیستی اگرچه در اصل از مطبوعات زنان اروپای غربی و ترکیه الهام گرفته بودند، سبک خاص خود را به خود گرفتند. یک زن تا دهه ۱۹۲۰ روی جلد ظاهر نمی‌شد، زیرا قبلاً نقاشی‌ها به دلیل قراردادهای مربوط به حجاب ترجیح داده می‌شد. در طول این مدت، مردان نیز شروع به نوشتن نشریات زنانه کردند، زیرا این یک ژانر ادبی پذیرفته شده شد، این نشریات اغلب به شکل تبلوید درآمدند.
می زیاده، فمینیست و نویسنده لبنانی-فلسطینی نیز منتخب زیادی از زندگی‌نامه‌های فمینیستی را منتشر کرد که بسیاری از آثار او را جزئی از جنبش فمینیستی عرب می‌دانند. در طی سال‌های ۱۹۱۹–۱۹۲۵، زیاده زندگی‌نامه‌های بسیاری از زنان را به عنوان بخشی از حمایت خود برای رهایی زنان منتشر کرد، از جمله فمینیست مصری ملک هفنی ناسف در کتاب بحیت‌البدیا.

## اتحادیه فمینیست‌های مصر
جنبش فمینیستی دو مرحله داشت. اولین مورد بین پایان قرن ۱۹ و ۱۹۱۹ رخ داده است، این دوره افزایش آگاهی ناسیونالیستی و ناسیونالیسم اجتماعی بود. این مرحله در مقایسه با مراحل بعدی برای عموم نامرئی تر بود، زیرا زنان هنوز در حوزه عمومی حرکت نمی‌کردند و حول زنان طبقه متوسط و متوسط به بالا می‌چرخید. مرحله دوم بین سال‌های ۱۹۱۹ و ۱۹۲۳ در نظر گرفته می‌شود، زمانی که زنان به آرامی وارد عرصه عمومی شدند و به فعالیت‌های سیاسی، اجتماعی و اقتصادی پرداختند. برای مثال، در سال ۱۹۲۲ جنبش زنان اولین تحریم کالاها و خدمات بریتانیا را سازماندهی کرد، زنان نقش مهمی در حمایت از آن به عنوان خریداران اصلی و مدیران خانه ایفا کردند. آنها همچنین مصری‌ها را ترغیب کردند که از بانک‌های بریتانیا پول برداشت کنند و در عوض در بانک ملی جدید سرمایه‌گذاری کنند. مرحله بعدی جنبش فمینیستی بین (۱۹۲۳–۱۹۳۹) رخ داده است. اتحادیه فمینیست مصر EFU توسط رهبر سابق کمیته زنان در حزب وفد، هدی شعراوی تأسیس شد. این امر منجر به شرکت او در یک کنفرانس بین‌المللی فمینیستی در رم شد و پس از بازگشت به همراه نبویه موسی و سایزا نبراوی، شراوی با انداختن حجاب خود به دریا خشم خود را در ژستی که علیه مقامات و سنت‌های مصر انجام داد، برانگیخت. این اقدام باعث رسوایی خاصی برای شراوی همسر یکی از پاشاهای برجسته شد. با این حال، او توانست زنان دیگر را ترغیب کند که حجاب خود را کنار بگذارند.
EFU به آموزش، رفاه اجتماعی و تغییرات در قوانین خصوصی به منظور ایجاد برابری بین مردان و زنان مصری توجه داشت. مشکلات اجتماعی مصر از قبیل فقر، فحشا، بی سوادی و شرایط بد بهداشتی را نه به دلیل ساختار اجتماعی-اقتصادی خاص، بلکه به دلیل بی‌توجهی دولت به مسئولیت‌هایش در قبال مردمش می‌دانست. جنبش معتقد بود که دولت در حفظ اخلاق ملت و همچنین رفاه آن مسئولیت دارد. با این حال، مسائل مربوط به زنان را تنها از منظر محدود و طبقاتی زنان طبقه بالا تعریف می‌کرد.
این امر به ویژه در مجله فمینیستی L'Egyptienne که توسط EFU منتشر می‌شود مشهود است. این مجله که به زبان فرانسه نوشته و منتشر شده بود، فقط برای مصری‌های فرانسوی زبان که عمدتاً اعضای طبقات بالا بودند، قابل دسترسی بود. اما موضوعات مورد بحث در مجله شامل اصلاحات ترکیه در مورد زنان بود که بر زنان مصری و اسلام تأثیر گذاشته بود. سیزا نبراوی، سردبیر مجله در سال ۱۹۲۷ اظهار داشت که «ما فمینیست‌های مصری، احترام زیادی برای دین خود قائل هستیم. مایلیم آن را در روح واقعی خود ببینیم». مجله دیگری که در سال ۱۹۳۷ منتشر شد، المصریه (زن مصری) نام داشت.
اگرچه قانون اساسی جدید ۱۹۲۴ تغییراتی در موقعیت زنان ایجاد کرده بود، مانند افزایش سن ازدواج برای دختران به شانزده سال، اما مسئله حقوق سیاسی زنان و حق طلاق و لغو تعدد زوجات نادیده گرفته شد. در سال ۱۹۳۵ هدی شعراوی در دانشگاه آمریکایی قاهره در مورد وضعیت زنان سخنرانی کرد و خواستار لغو تعدد زوجات شد. سخنرانی وی با اعتراض دو تن از شیوخ دانشگاه الازهر مواجه شد. با این حال، به گفته کوماری جایوردنا، حضار در کنار شراوی قرار گرفتند که نمادی از تغییر عقاید تحصیلکرده بود. سخنرانی او در واقع با چنان شور و شوقی روبرو شد که در یک روزنامه برجسته چاپ شد و در نتیجه به‌طور گسترده در جهان عرب زبان منتشر شد. با این حال، ظهور فمینیسم در مصر به دلیل ماهیت نخبه‌گرایانه و تعصب طبقاتی آن متوقف شد. جذابیت محدود آن به‌طور منصفانه وضعیت اکثر زنان مصر را نشان نمی‌داد. ادعا می‌شود که جنبش تا حدودی «از شیوه‌های سیاسی اکثر احزاب مصر طی دهه‌های ۱۹۲۰ تا ۱۹۳۰ پیروی می‌کرد که سیاست را در انحصار نخبگان تحصیل کرده می‌دانستند». فعالیت فمینیستی به ویژه به دلیل جو افکار سیاسی شروع به کند شدن کرد و در نتیجه این جنبش انتقادات افزایش یافت.

### نمونه‌هایی از انتقاداتی که جنبش فمینیسم اولیه با آن مواجه شد
تغییر در موقعیت زنان در مصر توسط بسیاری به عنوان "تهاجم نهایی در آخرین حوزه ای که می‌توانستند در برابر کفار متجاوز کنترل کنند، زمانی که حاکمیت و بیشتر اقتصاد توسط غرب گرفته شده بود" احساس می‌شد. طلعت حرب، ملی‌گرای برجسته زمان خود، در «تربیه‌المراء و الحجاب» ۱۹۰۵ استدلال کرد که «رهایی زنان فقط توطئه‌ای دیگر برای تضعیف ملت مصر و انتشار بی‌اخلاقی و انحطاط در جامعه آن بود. او از مصری‌هایی انتقاد کرد که می‌خواستند در آنجا تصویری منفی از مسلمانان را طراحی کنند و ادعا می‌کردند که در آنجا تصویری منفی از غرب را طراحی می‌کنند. زنان."
همه منتقدان کاملاً با ایده رهایی زنان مخالف نبودند. احمد السید به رهبران ملی‌گرا خود اطمینان داد که علیرغم وقایعی که در اروپا در حال رخ دادن است که در آن «زنان خواسته‌های خود را برای حقوق فردی برآورده کرده و اکنون شروع به رقابت با مردان در سیاست کرده‌اند، «مسئله ما برابری مردان با زنان از نظر رای و موقعیت نیست. زنان ما، خدا رحمتشان کند، چنین مطالباتی را مطرح نکنند که آرامش عمومی را به هم بزند.» آنها فقط خواستار تعلیم و تربیت هستند؛ بنابراین، هرگونه تغییر در موقعیت زنان مصری در جامعه اغلب «با نیازهای جامعه مشروعیت می‌یابد، نه با حقوق آنها به عنوان افراد انسانی». این امکان ایجاد محدودیت‌هایی را برای جلوگیری از پیشرفت بیش از حد در موقعیت آنها فراهم کرد. بهبود برخی از جنبه‌های حقوق و موقعیت‌های آنان در جامعه مصر، مانند دسترسی به آموزش، به معنای رضایت طبقات بالا و متوسط بود.

## بعد از جنگ جهانی دوم
پس از پایان جنگ جهانی دوم و مواجهه با واقعیت‌های سخت اقتصادی و فساد رژیم باستانی (نظام سلطنتی در زمان شاه فاروق)، انگیزه عمومی برای رادیکال‌سازی دیگری در سیاست مصر آشکار شد. جنبش زنان نیز تحول مشابهی را تجربه کرد.
اگرچه به گفته برخی از نویسندگان، فمینیسم در دوره پس از جنگ جهانی دوم شروع به افول کرد، برخی دیگر استدلال می‌کنند که دقیقاً در این دوره بود که جنبش زنان به بلوغ رسید. به گفته نلسون تنها در آن زمان بود که جنبش تنوع در ایدئولوژی، تاکتیک‌ها و اهداف را تجربه کرد و شروع به فراتر رفتن از ریشه‌های نخبه گرایانه و عضویت خود کرد. این مرحله جدید در جنبش زنان مصر با رویکرد رادیکال تری مشخص شد. صدای نسل جوان‌تر رادیکال‌تر زنان مصری که تحت تأثیر ظهور جنبش‌های دانشجویی و کارگری قرار گرفته‌اند به گوش می‌رسد و آن‌ها به وضعیت موجود EFU راضی نیستند. احساس می‌شد که تاکتیک‌های EFU قدیمی است و نیاز به به روز رسانی دارد. ایجاد کلینیک‌های بهداشتی هرچند ضروری و مهم دیگر کافی تلقی نمی‌شد. اعضای EFU احساس کردند که توزیع خیریه راه حل ناکافی برای مشکلات اجتماعی است. اساساً تصمیم گرفته شد که حقوق برابر دیگر فقط به معنای دسترسی به آموزش نیست، بلکه به معنای بسیار بیشتر است.
در سال ۱۹۴۲ حزب فمینیست مصر تأسیس شد. این حزب به ریاست فاطما نعمت راشد خواستار برابری کامل زنان و مردان در زمینه تحصیل، اشتغال، نمایندگی سیاسی و حقوق شد. همچنین خواستار حق مرخصی استحقاقی برای زنان شاغل شد. بنت النیل (دختر نیل) یکی دیگر از انجمن‌های فمینیستی بود که در سال ۱۹۴۸ ایجاد شد. هدف اصلی آنها ادعای حقوق کامل سیاسی برای زنان بود. هدف آن تمرکز بر معرفی مشارکت زنان در فرآیندهای تصمیم‌گیری بود. همچنین برنامه‌های سوادآموزی را ترویج کرد، کمپینی برای بهبود خدمات بهداشتی در میان فقرا انجام داد و هدف آن ارتقای حقوق مادر و مراقبت از کودکان بود.
دوریا شفیق رهبر جنبش بود و منعکس کننده ایدئولوژی لیبرال فمینیست‌های مدرن بود که کنشگری آشکارا دولت را به چالش می‌کشید. در سال ۱۹۵۱، یک سال قبل از انقلاب ۱۹۵۲، دوریا شفیق و ۱۵۰۰ زن به مجلس هجوم آوردند و خواستار حقوق کامل سیاسی، اصلاح قانون احوال شخصیه و دستمزد برابر برای کار مساوی شدند. در سال ۱۹۵۴ شفیق و تعدادی از زنان در اعتراض به کمیته قانون اساسی که در آن زنان اجازه حضور در آن را نداشتند به مدت ده روز دست به اعتصاب غذا زدند. مستقیم‌ترین رویارویی شفیق با ناصر در سال ۱۹۵۷ اتفاق افتاد. او مجدداً در اعتراض به اشغال سرزمین‌های مصر توسط نیروهای اسرائیلی و (به نظر او) «حکومت دیکتاتوری مقامات مصری که کشور را به سمت ورشکستگی و هرج و مرج سوق می‌دهد» تظاهرات گرسنگی برگزار کرد.

## از دهه ۱۹۵۰ تا اوایل دهه ۱۹۷۰
در سال ۱۹۵۲، ارتش قدرت را در مصر به دست گرفت و شاه را خلع کرد. شورای فرماندهی انقلاب حاکم با صدور بیانیه ای خواستار انحلال تمامی احزاب سیاسی شد. در نتیجه همه جنبش‌های مستقل زنان ممنوع شد. احزاب سیاسی رژیم جایگزین سازمان‌های زنان شدند. در این دوره جنبش فمینیستی به انجمن‌های خیریه بازگشت. با این حال، حقوق مساوی قابل توجهی در این دوره به زنان اعطا شد، نه تنها در زمینه‌های تحصیلی و کار، بلکه توسط قانون اساسی ۱۹۵۶ که به زنان برای اولین بار حق رای دادن و نامزدی را داد.

## از اوایل دهه ۱۹۷۰
افول رژیم ناصری نشانگر دوران دیگری در جنبش فمینیستی در مصر بود. در سال ۱۹۷۲ انتشار کتاب زنان و جنسیت توسط نوال السعداوی نمادی از ظهور مجدد و رادیکالیزه شدن جنبش بود. این کتاب خواستار «معیارهای یکپارچه برای «افتخار» هم برای زنان و هم برای مردان، و تقبیح اعمال اجتماعی بود که از دین برای توجیه ظلم زنان استفاده می‌کرد. این کتاب واکنش شدیدی را در جامعه مصر ایجاد کرد، به ویژه به دلیل رشد بنیادگرایی مذهبی در داخل دولت.
با این حال، در طول دهه ۱۹۸۰، گروه‌های فمینیستی جدیدی برای مقابله با بنیادگرایی مذهبی تشکیل شدند. گروه زنان جدید در قاهره تشکیل شد و عمدتاً به مطالعه تاریخ فمینیستی کشور می‌پرداخت تا برنامه جدیدی را تعیین کند که از جایی شروع شود که برنامه قبلی متوقف شده بود. سازمان دیگر کمیته دفاع از حقوق زنان و خانواده بود که در سال ۱۹۸۵ تشکیل شد. این کمیته برای حمایت از کمپین اصلاح قانون وضعیت افراد تأسیس شد.

## در قرن ۲۱
امروزه گروه‌های مختلف فمینیستی در مصر وجود دارد. برخی از جنبش‌ها به نوعی به دولت وابسته هستند، زیرا کمیته‌های زنان احزاب سیاسی مانند اتحادیه زنان مترقی به دبیرخانه زنان حزب کارگر هستند. با این حال بسیاری از انجمن‌های مستقل فمینیستی مانند مرکز تحقیقات زنان جدید و انجمن بنت الارد (دختر سرزمین) نیز وجود دارند. اگرچه سازمان‌ها به‌طور کلی اهداف متفاوتی دارند، اما همگی مستلزم بهبود موقعیت زنان در مصر از طریق بهبود سواد، حقوق دموکراتیک و بشری، افزایش مشارکت زنان در زندگی سیاسی و سلامت زنان هستند.
یک جنبش فمینیستی اسلامی نیز در سال‌های اخیر دوباره ظهور کرده است. فمینیسم اسلامی «گفتمان و عمل فمینیستی است که در یک پارادایم اسلامی بیان شده است».
فمینیسم اسلامی جنسیت‌ها را نه از نظر توانایی، بلکه در ویژگی‌ها و نقش آنها در جامعه متفاوت می‌بیند. پیروان چنین عقایدی بر این عقیده هستند که دین آنها چارچوبی برای برابری ایجاد کرده است و بنیادگرایان اسلامی به جای درخواست برای تغییر قوانین موجود، فریاد بازگشت به اسلام اصیل را می‌طلبند تا هم زنان و هم مردان بتوانند به ظرفیت کامل خود دست یابند.
به نظر می‌رسد فمینیسم از سال ۲۰۰۰ با تأسیس شورای ملی زنان NCW که در ترویج حقوق زنان در مصر بسیار فعال است، به اولویت دولت تبدیل شده است. در سال ۲۰۰۰ قانونی به تصویب رسید که به زنان اجازه می‌داد طبق قانون طلاق بگیرند و تابعیت خود را به فرزندان بیولوژیکی خود در سال ۲۰۰۴ منتقل کنند.

### فمینیسم و آموزش مصری
دولت مصر در ابتدا در سال ۱۹۹۴ قانون لباس مدرسه را اصلاح کرد و دختران زیر ۱۲ سال را از پوشاندن مو یا صورت خود با حجاب یا حجاب منع کرد. این به‌طور گسترده به عنوان یک اقدام ضداسلامی تلقی شد و با انتقاد شدید رهبران اسلامی در سراسر کشور مواجه شد. این ممنوعیت در سال ۱۹۹۶ توسط دادگاه عالی مصر لغو شد. در اوت ۲۰۱۵ حجاب مجدداً توسط محب الرفائی وزیر آموزش و پرورش ممنوع شد، بدون اینکه مشخص شود حجاب در چه سنی مجاز است. الرفائی تصریح کرد: قرآن برای دخترانی که به سن بلوغ نرسیده‌اند حجاب و حجاب را الزامی نکرده است، بنابراین لازم نیست قبل از ورود به دوره راهنمایی حجاب داشته باشند.
موضوع حجاب در مارس ۲۰۱۵ پس از آن که یک معلم مدرسه ابتدایی مذهبی مصری در استان فیوم در غرب قاهره به دلیل کتک زدن دختری در کلاس و بریدن یک دسته از موهای او به دلیل بی‌حجابی دستگیر شد، مورد توجه مردم قرار گرفت. در حالی که تنبیه بدنی به عنوان یک نوع تنبیه قابل قبول در اکثر مدارس دیده می‌شود، درجه و ماهیت تنبیه بی‌سابقه بود.
در حالی که پوشیدن روسری مذهبی در مصر امری غیرعادی نیست، سن مناسب برای داشتن حجاب برای یک دختر موضوعی است که در میان دانشمندان ادبی اسلام بسیار مورد بحث است. برخی از دانشگاهیان این نظریه را مطرح می‌کنند که قوانین اسلام آن را در تمام سنین واجب کرده است، در حالی که برخی دیگر معتقدند که این یک سنت فرهنگی است و می‌توان آن را به میل خود پوشید.

### آزار و اذیت جنسیدر مصر
در ۴ ژوئن ۲۰۱۴، قانونی تصویب شد که آزار جنسی را جرم انگاری می‌کند. این اولین قانونی بود که در مورد آزار جنسی در تاریخ مصر تصویب شد. این قانون بیان می‌کند که آزار و اذیت جنسی کلامی، فیزیکی، رفتاری، تلفنی و آنلاین می‌تواند منجر به حبس از ۶ ماه تا ۵ سال و تا ۵۰۰۰۰ پوند جریمه شود. بسیاری از سازمان‌های مرتبط با حقوق بشر ادعا می‌کنند که اجرای قوانین به اندازه کافی برای از بین بردن فضایی که آزار و اذیت و خشونت جنسی را تداوم می‌بخشد، انجام نمی‌دهد. نهاد سازمان ملل متحد برای برابری جنسیتی و توانمندسازی زنان گزارشی دربارهٔ آمار اخیر آزار جنسی در مصر منتشر کرد. مصر دومین بالاترین میزان آزار جنسی گزارش شده را دارد و افغانستان بالاترین رتبه را دارد.
این مطالعه نشان داد که ۹۹ درصد از زنان مصری نوعی آزار جنسی را تجربه کرده‌اند یا در معرض آن قرار گرفته‌اند. این نظرسنجی نشان داد که رایج‌ترین شکل آزار جنسی، لمس ناخواسته است. دومین نوع آزار جنسی، آزار جنسی کلامی بود. این نظرسنجی شامل گزارش‌هایی در مورد آزار جنسی بر اساس ساعات روز، مشاغل مزاحم‌کنندگان جنسی و توسط استان بود. پژوهشی در «مطالعه راه‌ها و روش‌های حذف آزار جنسی در مصر» که توسط زنان سازمان ملل در سال ۲۰۱۳ انجام شد، گزارش داد که ۸۲٫۶ درصد از زنان گفتند که در خیابان احساس امنیت نمی‌کنند. ۸۶٫۵٪ گزارش کردند که احساس کمبود ایمنی در هنگام استفاده از وسایل حمل و نقل عمومی افزایش یافته است.
در سال ۲۰۱۵، در پاسخ به این آمار، مصر تلاش‌هایی برای مبارزه با موضوع آزار جنسی انجام داد. صندوق جمعیت سازمان ملل متحد اخیراً برنامه ای را با هدف هدف قرار دادن آزار و اذیت جنسی زنان مصری در دانشگاه‌ها راه اندازی کرده است. کار بر روی یک سیاست دانشگاه از طریق وزارت آموزش آغاز شد تا به‌طور خاص سازوکارهای نهادی را برای جلوگیری از خشونت علیه زنان تقویت کند. هدف این برنامه ایجاد یک کانال رسمی بود که در آن زنان بتوانند موارد آزار جنسی یا خشونت را گزارش کنند. سپس مؤسسه آموزشی گزارش را با مجازات یا ابزار عمل مناسب رسیدگی می‌کند.
در سال ۲۰۱۵، طرح ضد آزار و اذیت با شرکت‌های خدمات عمومی محبوب، مانند اوبر، تحت پروژه‌های Safe Corporates نیز همکاری کرد. این سازمانی است که شرکت‌های متوسط تا بزرگ را هدف قرار می‌دهد تا کارکنان خود را آموزش داده و آموزش دهند تا علیه رفتارهای جنسی ناخواسته اقدام کنند. همه رانندگان تحت آموزش قرار خواهند گرفت تا اطمینان حاصل شود که این سرویس برای استفاده همه زنان ایمن خواهد بود. هدف این برنامه این است که اطمینان حاصل شود که رانندگان می‌توانند از رفتار نامناسب جلوگیری کرده، تشخیص دهند و شروع نکنند. این آموزش به ویژه برای اوبر مهم است، زیرا این شرکت در بحث‌های اخیر در مورد آزار و اذیت و حتی تجاوز در فرانسه، چین، کانادا و هند درگیر بوده است. این سرویس در دهلی پس از گزارش یک زن مبنی بر اینکه توسط راننده اوبر مورد تجاوز قرار گرفته است، ممنوع شد. آموزش داده شده به اوبر یکی از بسیاری از پروژه‌های شرکت‌های ایمن است که هدف همه آن‌ها یک سیاست مدارا صفر در قبال آزار، و همچنین گام‌هایی برای حذف نگرش آزار و اذیت و خشونت است که از نظر اجتماعی قابل قبول است.

### انقلاب فمینیستی
در اواخر سال ۲۰۲۰، بی‌بی‌سی نیوز واکنش‌هایی را به پرونده احمد بسام زکی در ژوئیه ۲۰۲۰ و پرونده تجاوز گروهی در هتل قاهره در سال ۲۰۱۴ شرح داد. بی‌بی‌سی نیوز اعلام کرد: «مخاطره‌ها برای زنان در مصر زیاد است، که این جنبش کنونی را بیش از پیش قابل توجه‌تر می‌کند… علی‌رغم سیستم قانونی که به‌طور کامل از آنها محافظت نمی‌کند، شرمساری که ممکن است از خانواده‌ها دریافت کنند و این واقعیت که قتل‌ها هنوز اتفاق می‌افتد، زنان و دختران مصری بیش از هر زمان دیگری صحبت می‌کنند.» مونا التاهاوی اظهار داشت که او "به شدت خوشبین است … که یک انقلاب فمینیستی آغاز شده است. اکنون به این زنان و دختران جوان و افراد عجیب و غریب که از شرم اژدر می‌کنند، نگاه می‌کنم و به وجد آمده‌ام».